# Claes Adolf Adelsköld

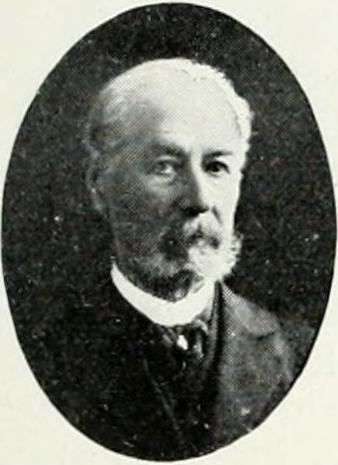
Claes Adelsköld

Claes Adolf Adelsköld (* 7. September 1824 auf Nolhaga, Alingsås; † 1. Oktober 1907 in Stockholm) war ein schwedischer Eisenbahnbaumeister, Architekt, Offizier (zuletzt im Rang eines Major), Politiker und Schriftsteller.

## Leben
Adelsköld studierte an der Chalmerska Kunstgewerbeschule in Göteborg und diente gleichzeitig im Göta-Artillerie-Regiment. 1844 wurde er Unter-Leutnant im Värmländischen Feldjäger-Regiment und 1852 zum Leutnant befördert. Im gleichen Jahr gründete er das Väg- och vattenbyggnadskåren (Weg- und Wasserbaucorps). 1849 übernahm er bei der acht Kilometer langen Frykstadbanan in Värmland, der ersten schwedischen öffentlichen Eisenbahnstrecke, den Spatenstich. Während der nächsten 26 Jahren arbeitete er als Bahnbaumeister und erarbeitete Vorschläge für mehr als 300 Meilen privater Eisenbahnstrecken in Schweden. Selbst baute er davon über 70 Meilen mit sämtlichen Stationsgebäuden, Brücken und Hafengebäude. Sogar für die Kanalisierungsarbeiten und weitere Aufgaben, zum Teil auch in Finnland, war er verantwortlich.
1857 wurde er Präsident und 1862 Direktor des nördlichen und 1865 zudem Leiter des mittleren Väg- och vattenbyggnadsdistriktes. Diese Ämter hatte Adelsköld bis 1875 inne. 1865 wurde er Repräsentant des Staates bei der Hjälmare Kanal-Gesellschaft und 1891 Vorsitzender der Kanalkommission.
Von 1875 bis 1893 gehörte Adelsköld als Abgeordneter dem schwedischen Reichstag an, zunächst für Västerbottens län und später Blekinge län. Er zeigte großes Interesse an Fragen der Verteidigung und brachte im Parlament 1892 einen Antrag zur kombinierter Land- und See-Verteidigung ein. 1878 wurde als Mitglied des Bewilligungsausschusses gewählt und war 1877 und 1878 staatlicher Wirtschaftsprüfer.
1867 kaufte er das Schloss Steninge in Sigtuna. Hier fanden gesellschaftliche Zusammenkünfte statt, unter anderem mit Gästen wie Prinz Oscar (dem späteren König Oscar II.). Das Schloss verkaufte er 1873 wieder. Stattdessen erwarb er 1876 Schloss Nolhaga in Alingsås, das heute ein Konferenzzentrum ist. Er wurde 1870 in die Königlich Schwedische Akademie der Wissenschaften gewählt, wo er 1891 den Vorsitz übernahm. Ab 1879 saß er zudem in der Kungliga Vetenskaps- och Vitterhetssamhället i Göteborg. 1887 zog er mit seiner Familie nach Stockholm in die neue Adelsköldsche Villa im Stadtteil Villastaden.
Nach Claes Adolf Adelsköld wurde die Adelsköldsgatan in der Nähe des Bahnhofs in Alingsås benannt.